# Lorenzo Pastrovicchio
Lorenzo Pastrovicchio (Trieste, 15 febbraio 1971) è un fumettista italiano.

## Biografia
Fratello maggiore del disegnatore Alessandro Pastrovicchio, si appassiona da bambino ai fumetti ma, dopo essersi diplomato all'istituto d'arte, seguendo i consigli dei genitori si iscrive alla facoltà di ingegneria a Trieste; abbandona però presto gli studi e, nel 1993, si trasferisce a Milano, dove frequenta l'Accademia Disney e, completata la formazione, realizza per la Disney Italia illustrazioni per il merchandising e licensing oltre alle prime storie a fumetti pubblicate su periodici della Disney. Nel 1997 pubblica una prima storia anche sul settimanale Topolino e sul mensile PK e successivamente su X-Mickey, Wizards of Mickey, DoubleDuck, Darkenblot, Le avventure del Capitano Nemo e Spookyzone.
Collabora alla campagna promozionale della Fiat realizzando un fumetto pubblicitario per il lancio della Multipla e grafiche per la rivista Max.
Nel 2008 partecipa alla realizzazione del n. 50 di Jonathan Steele della Star Comics. Dal 2004 al 2010 sviluppa gli studi 3D dei personaggi Disney prodotti da De Agostini.

## Vita privata
Ha una relazione con la collega Giada Perissinotto.

## Onorificenze
Nel 2003 Pastrovicchio ha ricevuto il premio Topolino d’Oro, attribuitogli dalla Walt Disney per la miglior copertina del 2003.